# Chợ phiên Bắc Hà

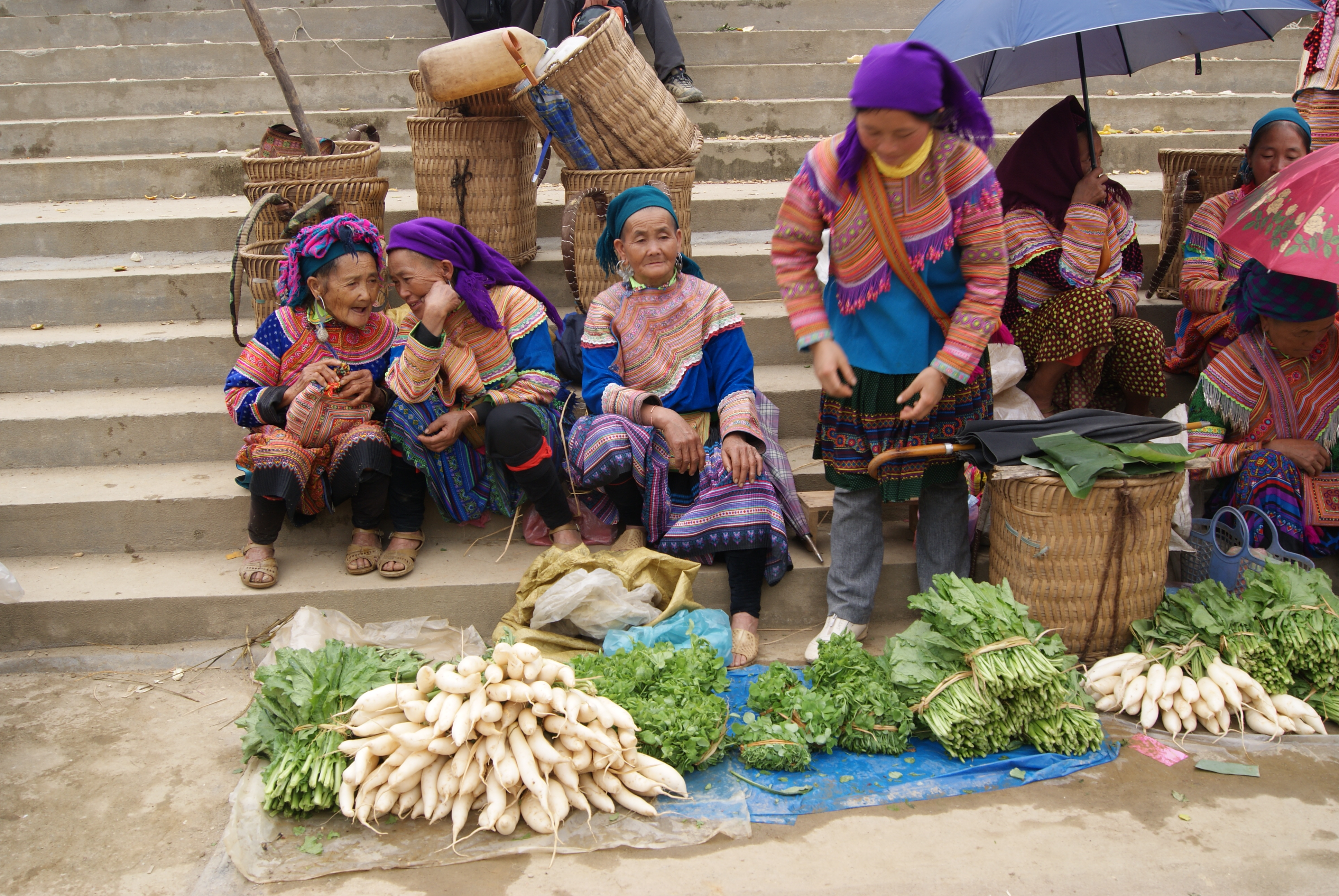

Chợ Bắc Hà là một chợ phiên tại thị trấn Bắc Hà, huyện Bắc Hà, tỉnh Lào Cai, cách thành phố Lào Cai 65 km, khoảng 2 tiếng rưỡi đi bằng xe buýt. Chợ nổi tiếng vì còn giữ được vẻ nguyên sơ và mang đậm nét đặc trưng của các dân tộc vùng cao Việt Nam.

## Đặc điểm
Chợ Bắc Hà không đơn thuần chỉ là nơi mua và bán như các chợ khác. Ngay từ khi tỉnh Lào Cai được thành lập thì chợ Bắc Hà được hình thành tại Châu Bắc hà. Từ đó đến nay, chợ Bắc Hà bao giờ cũng chỉ họp mỗi tuần một phiên vào ngày Chủ nhật.
Chợ Bắc Hà là nơi giao lưu, trao đổi hàng hóa địa phương với hàng hóa ngoài tỉnh, và là nơi giao lưu gặp gỡ về văn hoá giữa các dân tộc ở địa phương. Khi xuống núi, bao giờ người dân cũng mặc những bộ váy áo mới sặc sỡ đủ màu để đến chợ Bắc Hà, họ xem đây như ngày hội xuống núi, phong tục này vẫn duy trì đến ngày nay.
Chợ Bắc Hà được chia ra những khu chợ nhỏ mang tính đặc trưng trao đổi như: chợ thổ cẩm, chợ ẩm thực, chợ ngựa (ngựa Bắc Hà, chợ gia cầm, chợ thực phẩm, chợ chim, chợ rèn đúc. Mỗi khu chợ đều phong phú đa dạng và mang đậm bản sắc dân tộc địa phương, đặc biệt Chợ Bắc Hà là nơi hẹn hò tốt nhất để nam nữ thanh niên dân tộc gặp nhau sau mỗi tuần lao động vất vả.

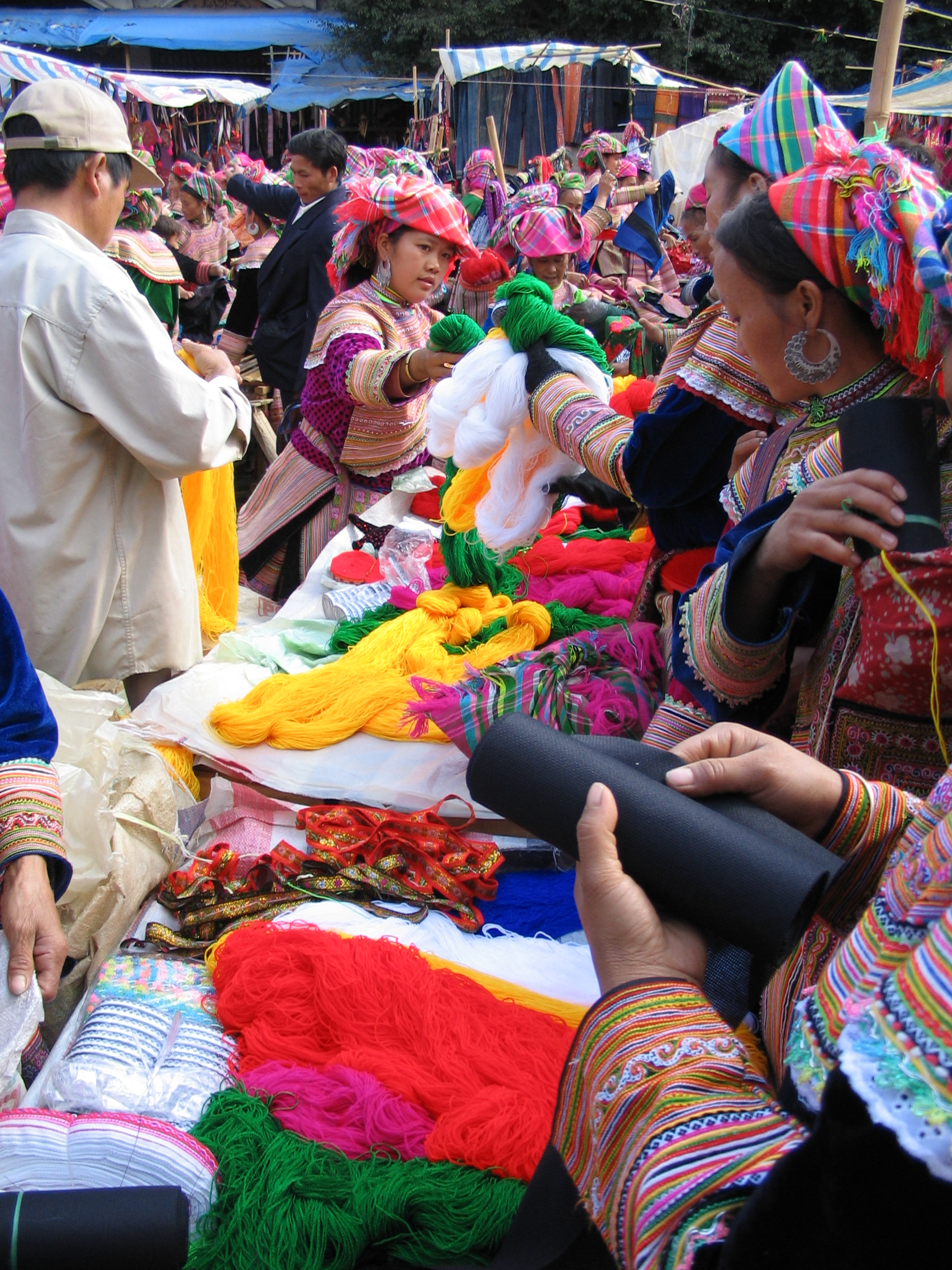
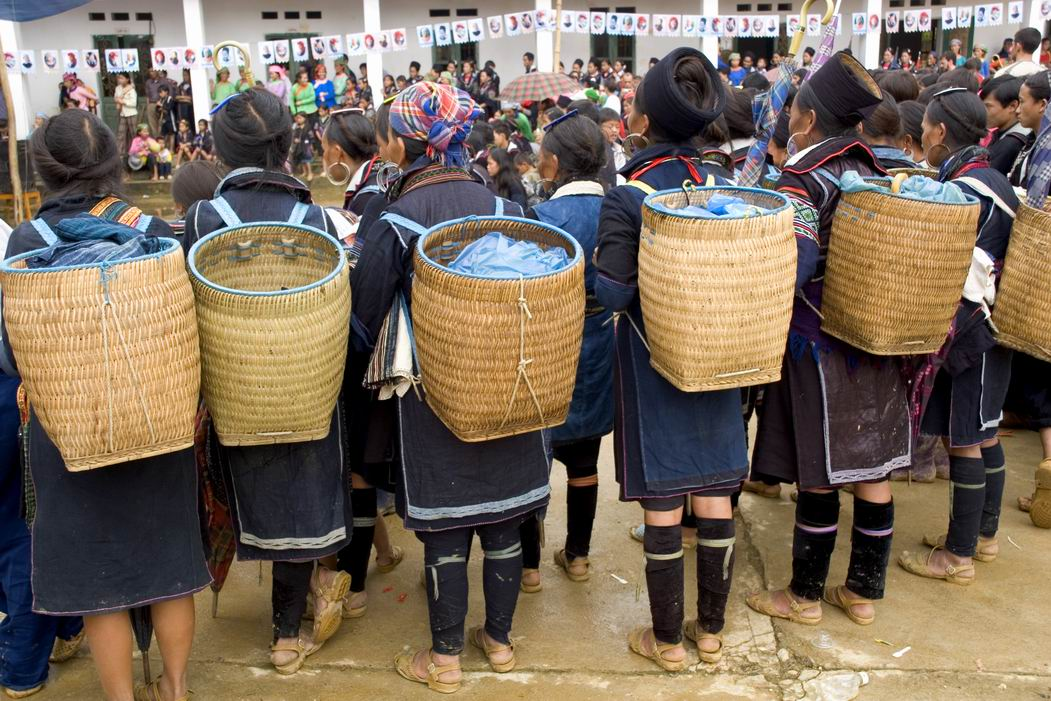
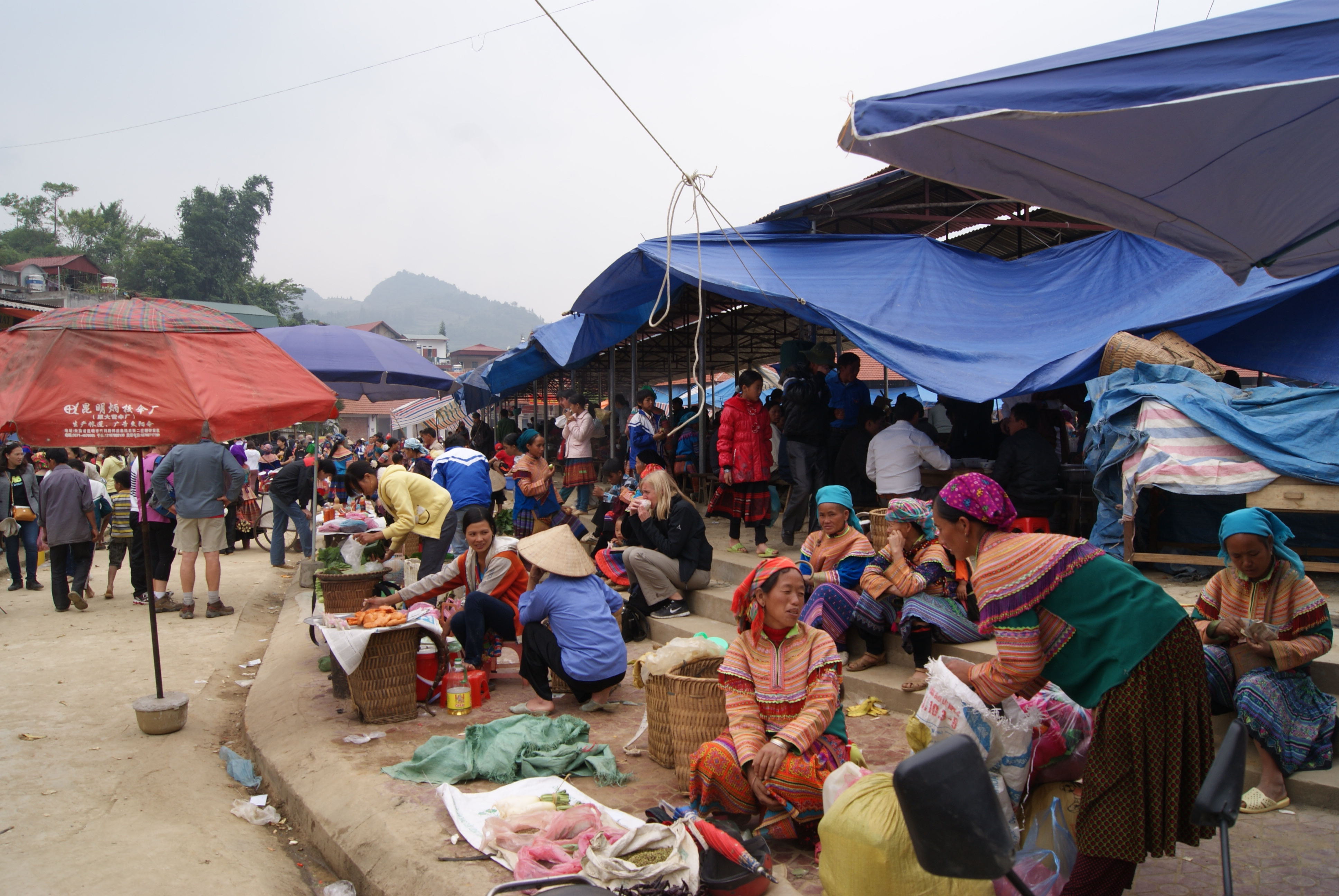
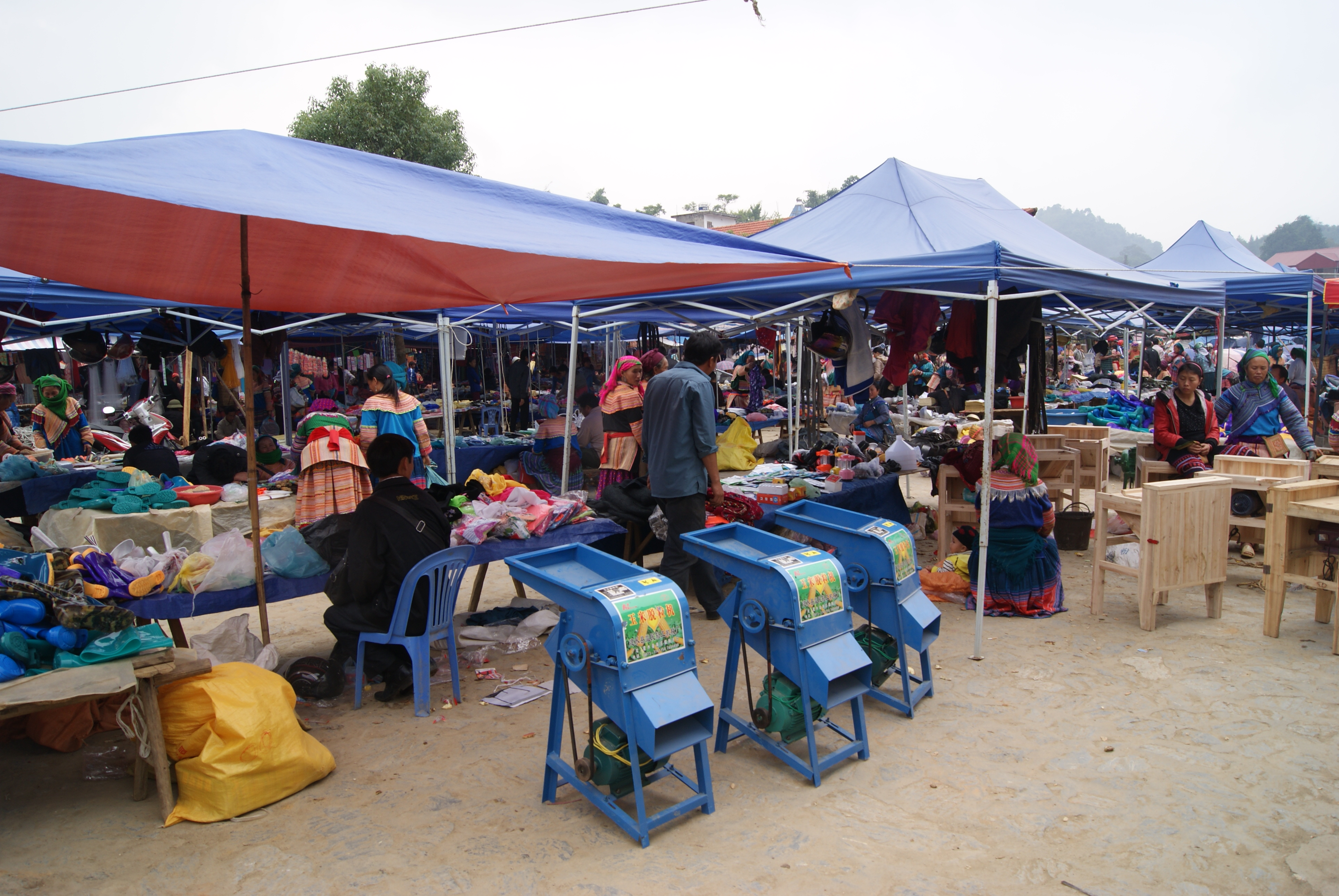
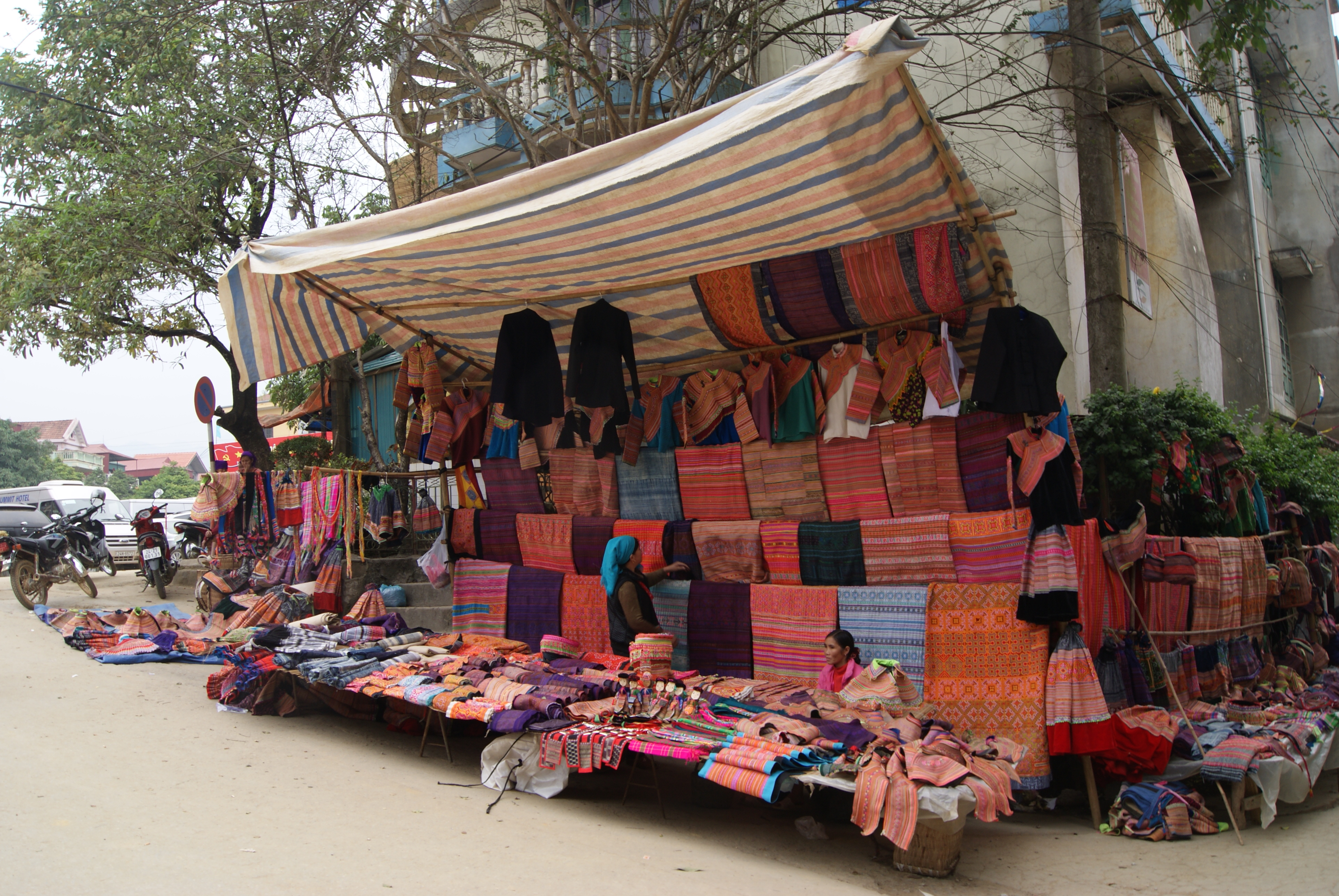
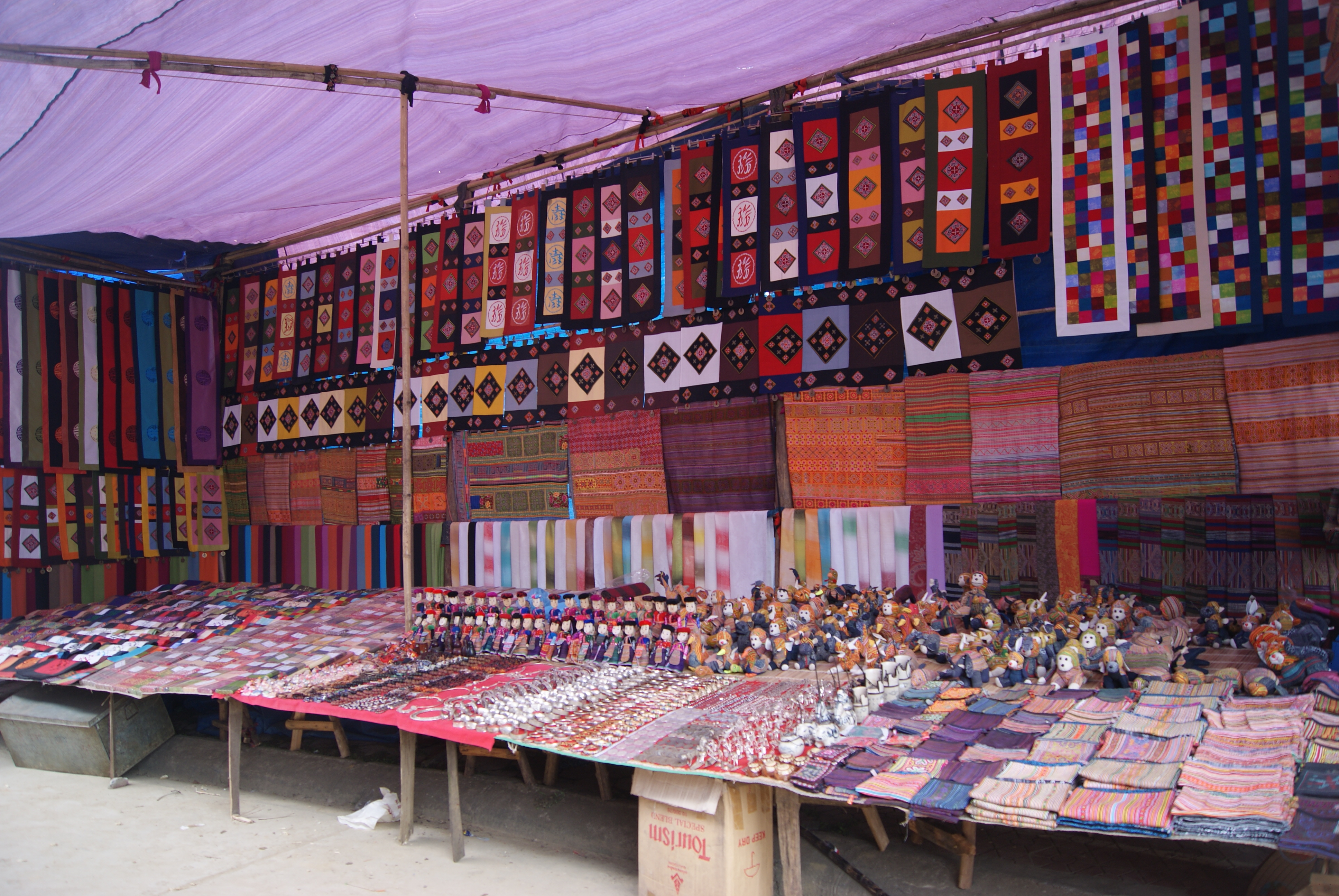
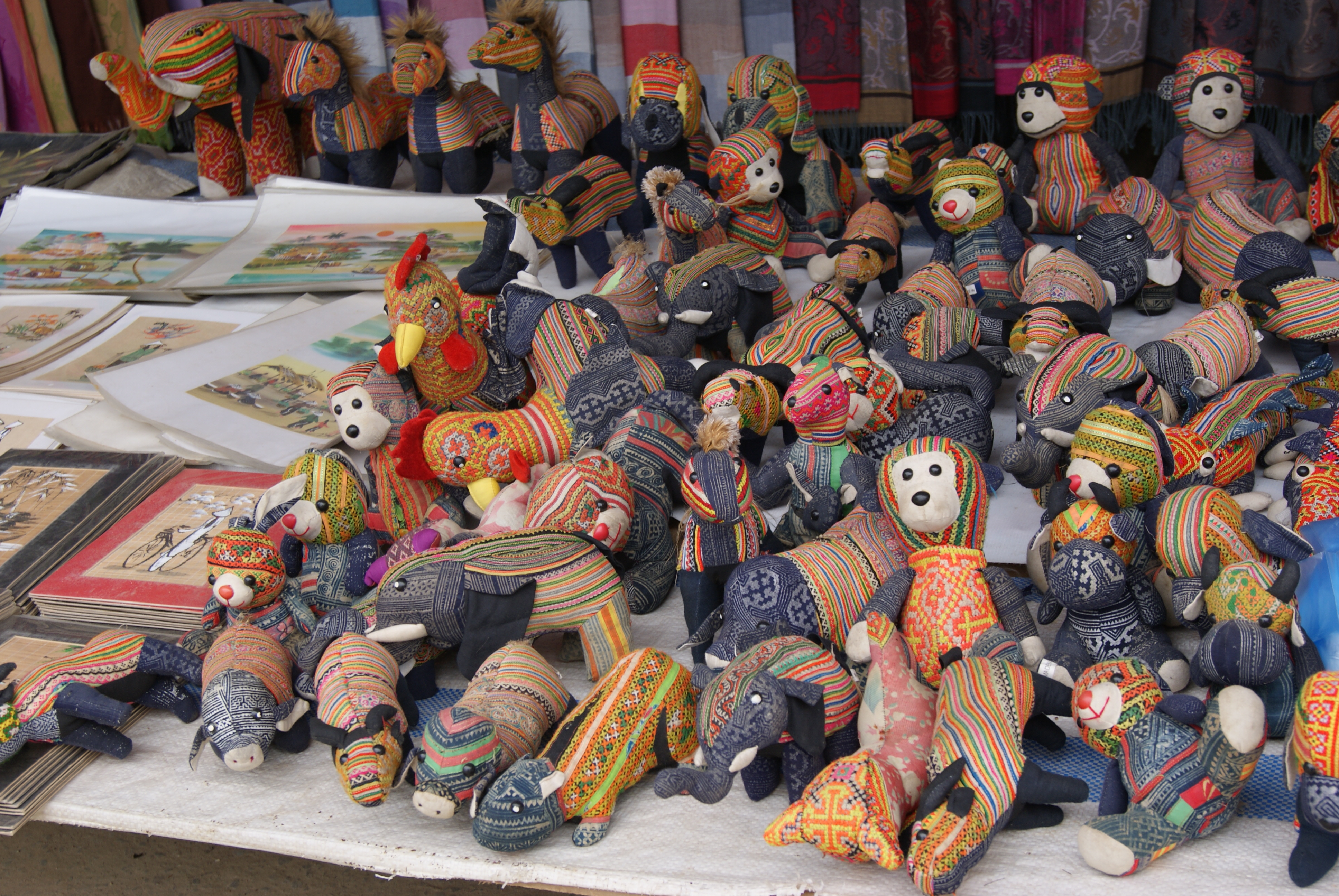
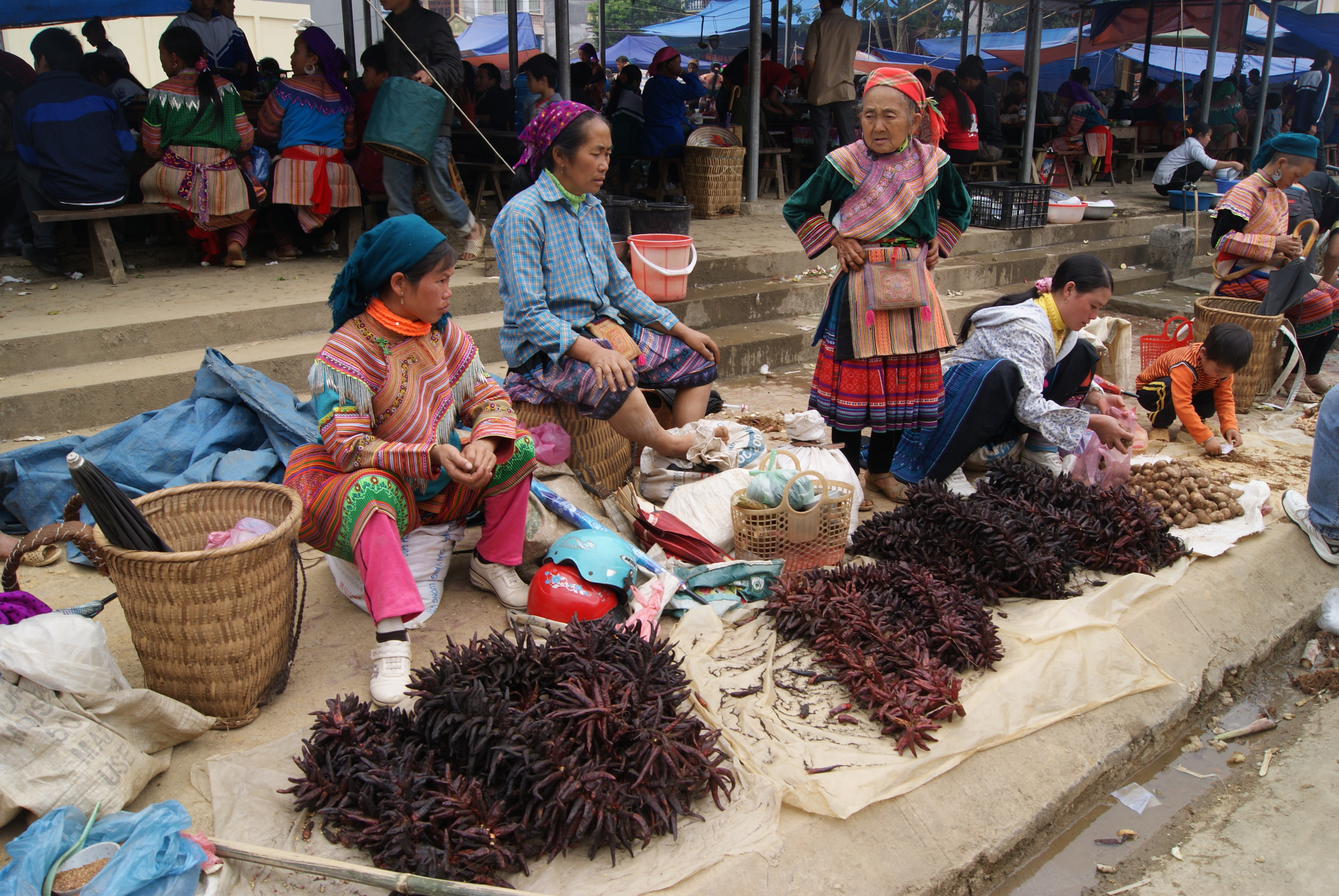
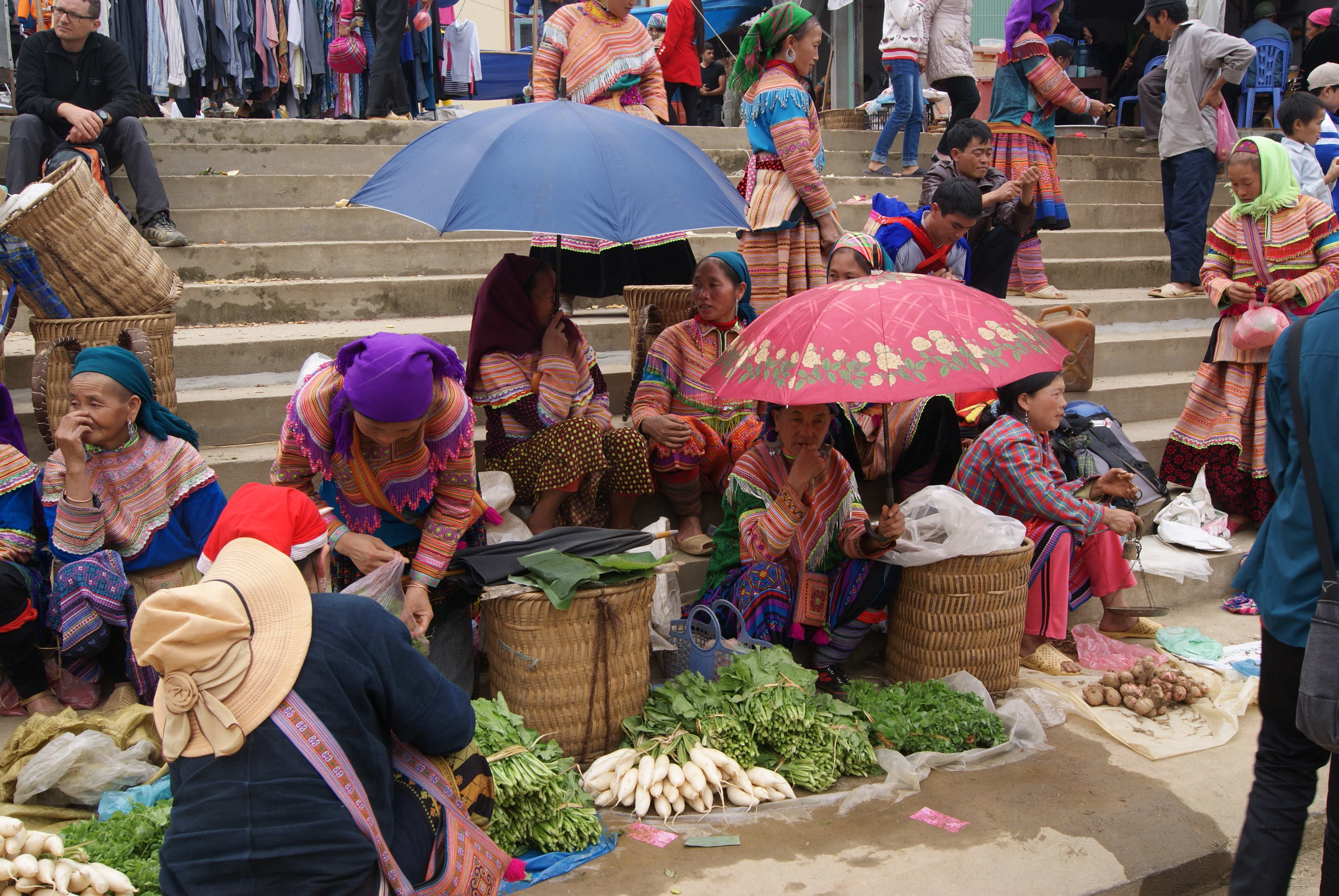
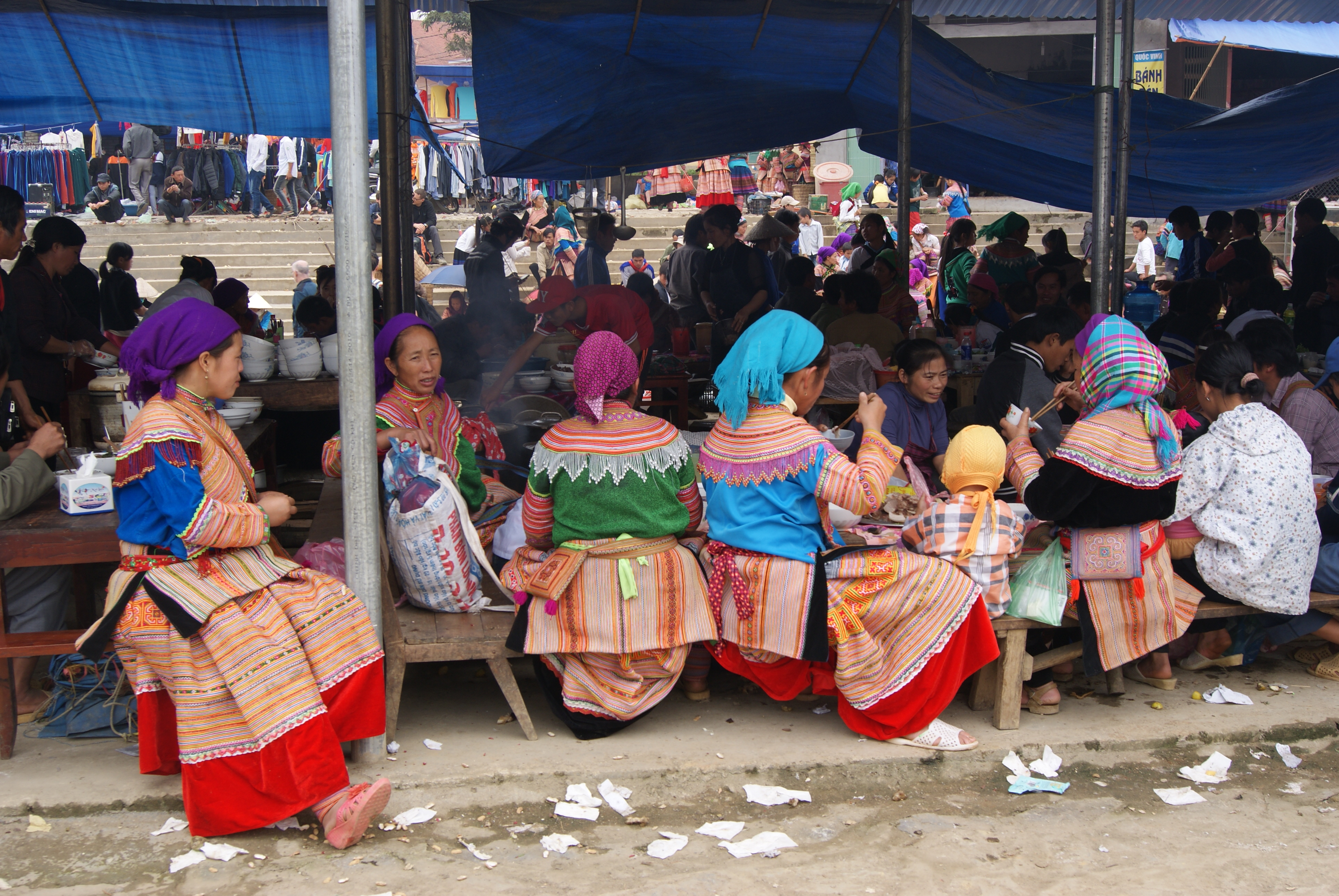
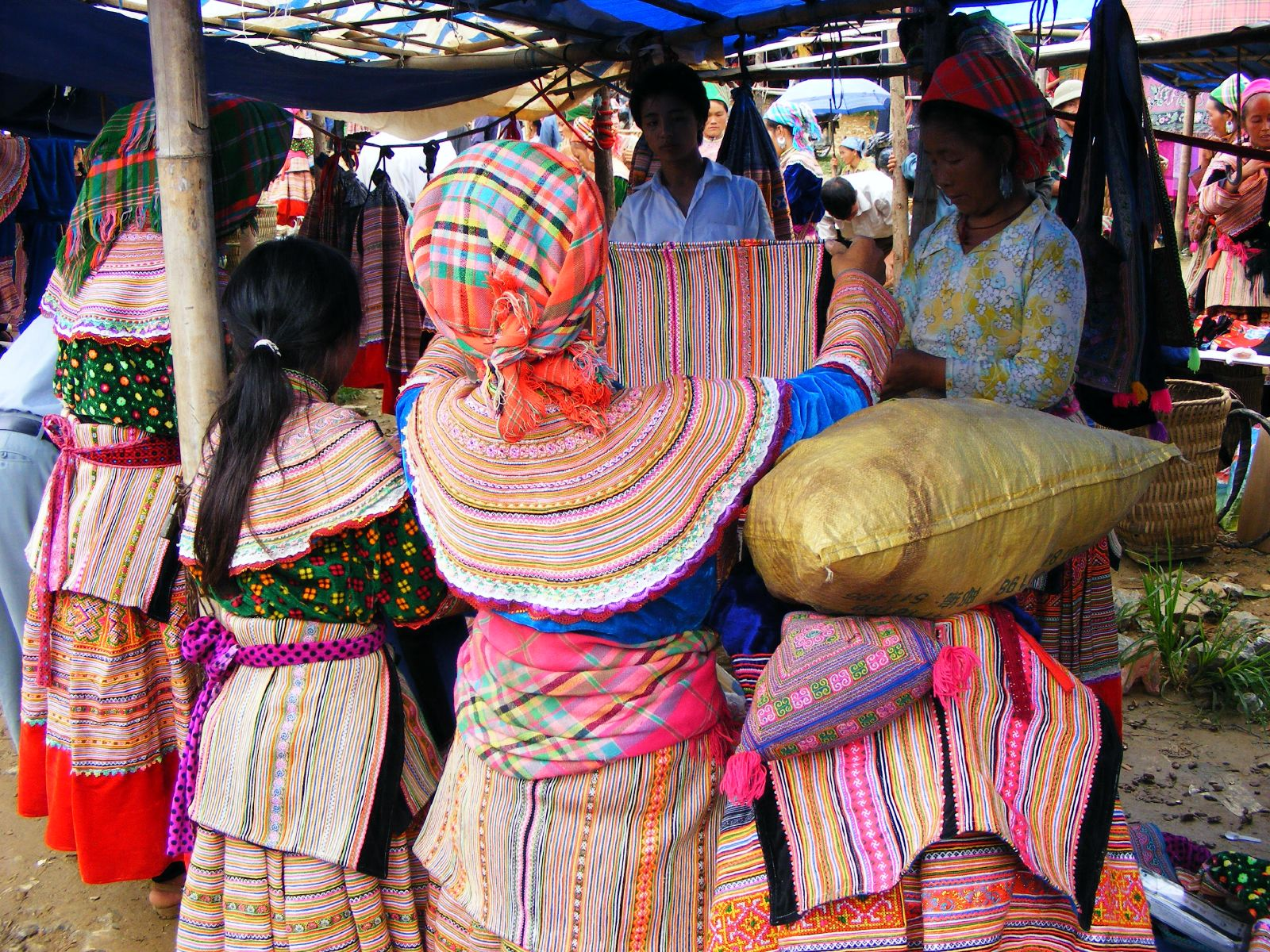